# Ying Yang Twins

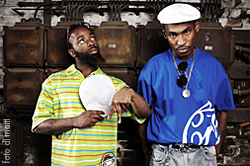
Ying Yang Twins (2007)

Die Ying Yang Twins sind ein US-amerikanisches Southern-Rap-Duo. Es wurde von den beiden Rappern Kaine (namentlich Eric Jackson, geboren am 16. Dezember 1978) und D-Roc (namentlich D’Angelo Holmes, geboren am 13. Februar 1979) in Atlanta gegründet. Entgegen der Bedeutung des Bandnamens sind die beiden nicht miteinander verwandt.

## Geschichte
1996 hatte D-Roc einen Plattenvertrag als Solokünstler bei dem Label Ichiban Records. Durch gemeinsame Freunde lernte D-Roc schließlich Kaine kennen. 1997 nahmen die beiden daraufhin das Lied Tru Dawg unter der Interpretenbezeichnung D-Roc & 2-Time Click auf. Im darauf folgenden Jahr sollte der Produzent DJ Smurf, auch als Mr. Collipark bekannt, ein Stück von D-Roc remixen. Zu den Aufnahmearbeiten brachte D-Roc Kaine mit ins Tonstudio. DJ Smurf schlug den beiden Rappern vor eine Gruppe zu gründen und ein Lied von ihnen auf seinem Album Dead Crunk zu platzieren. Es erschien dann 1998 und enthielt mit One on One die erste professionelle Veröffentlichung des Duos. Im gleichen Jahr waren die Ying Yang Twins mit True City Thugs auch auf der Kompilation So So Def Bass All-Stars, Volume 3 vertreten. Der Song wurde vor allem in den in Atlanta beheimateten Strip-Bars gerne gespielt.
Im gleichen Milieu fand im Jahr 2000 auch die Single Whistle While You Twurk Anklang. Von dort aus verbreitete sich die Musik auch in die Radios und gelangte so bis auf Platz 74 der Billboard Hot 100. Allerdings setzten die Rechteinhaber des Films Schneewittchen und die sieben Zwerge, auf dessen Soundtrack das Lied Whistle While You Work enthalten war, eine nachträgliche Änderung des sexuell expliziten Textes durch.
DJ Smurf hatte mittlerweile sein eigenes Label, ColliPark Records, gegründet. Hierüber erschien der zur Single gehörige Debüt-Langspieler der Ying Yang Twins, Thug Walkin’. Das Werk verkaufte sich independent mehr als 100.000 Mal. Durch diesen Erfolg wurde das Major-Label Universal Music Group aufmerksam und gab eine Wiederveröffentlichung heraus. Deren Verkaufszahlen waren jedoch enttäuschend.
Die Ying Yang Twins blieben daher auf einem unabhängigen Label und brachten 2002 über Koch Records ihr zweites Album Alley: The Return of the Ying Yang Twins auf den Markt. Mit der Hilfe der Singleauskopplung Say I Yi Yi, die Rang 56 der US-amerikanischen Hitparade erreichte, wurde das Duo erstmals in den Billboard 200 (Position 58) geführt. Insgesamt verkaufte sich der Langspieler noch besser als der Erstling; es wurden mehr als 400.000 Exemplare abgesetzt.
Die Gruppe begann nun verstärkt mit Lil Jon zusammenzuarbeiten. Daraus entstand das Stück Salt Shaker, das zum Top-10-Hit in den USA wurde und dazu führte, dass sie bei TVT Records unter Vertrag genommen wurden, dem Label das auch Lil Jons Musik veröffentlichte. Das 2003 darüber erschienene dritte Album Me & My Brother wurde für mehr als eine Million verkaufte Einheiten mit der Platin-Schallplatte der RIAA ausgezeichnet. 2004 folgte das Remix-Album My Brother & Me, das auf Platz 12 der US-amerikanischen Albencharts einstieg, sich allerdings deutlich kürzer als der Vorgänger darin halten konnte und sich dementsprechend weniger gut verkaufte.
2005 kam das nächste reguläre Werk des Duos heraus. U.S.A. (United State of Atlanta) war mit Rang 2 der Billboard 200 die beste Chartplatzierung der Karriere der Rapper und brachte ihnen erneut eine Platin-Schallplatte ein. Bekannteste Singleauskopplung daraus war Wait (The Whisper Song). Das Stück war komplett in Flüsterstimme gerappt und gelangte bis zur Position 15 der Hot 100. Wie bereits zuvor wurde auch dieses Album geremixt und als U.S.A. – Still United veröffentlicht. Allerdings konnte damit nur noch der 45. Rang der Verkaufsliste erreicht werden.
Auch der nächste Langspieler mit komplett neu aufgenommener Musik, Chemically Imbalanced von 2006, konnte nicht an die früheren Verkaufserfolge anknüpfen, gelangte aber noch auf Platz 40 der Billboard 200. Das 2008 erschienene Album The Official Work wurde dagegen nur noch in zwei Spartencharts des Billboard-Magazins geführt, während Ying Yang Forever von 2009 keine kommerzielle Bedeutung mehr erlangte.

## Diskografie

### Studioalben
| Jahr | Titel                                    | Höchstplatzierung, Gesamtwochen, AuszeichnungChartplatzierungen (Jahr, Titel, Platzierungen, Wochen, Auszeichnungen, Anmerkungen) | Höchstplatzierung, Gesamtwochen, AuszeichnungChartplatzierungen (Jahr, Titel, Platzierungen, Wochen, Auszeichnungen, Anmerkungen) | Anmerkungen                                                    |
| Jahr | Titel                                    | DE | US | Anmerkungen                                                    |
| ---- | ---------------------------------------- | --- | --- | -------------------------------------------------------------- |
| 2000 | Thug Walkin’                             | — | — | Erstveröffentlichung: 25. April 2000                           |
| 2002 | Alley: The Return of the Ying Yang Twins | — | US58 (20 Wo.)US | Erstveröffentlichung: 26. März 2002                            |
| 2003 | Me & My Brother                          | — | US11 Platin · (54 Wo.)US | Erstveröffentlichung: 16. September 2003 Verkäufe: + 1.000.000 |
| 2005 | U.S.A. (United State of Atlanta)         | DE94 (1 Wo.)DE | US2 Platin · (23 Wo.)US | Erstveröffentlichung: 28. Juni 2005 Verkäufe: + 1.000.000      |
| 2006 | Chemically Imbalanced                    | — | US40 (6 Wo.)US | Erstveröffentlichung: 28. November 2006                        |
| 2009 | Ying Yang Forever                        | — | — | Erstveröffentlichung: 1. September 2009                        |

### Kompilationen
| Jahr | Titel               | Höchstplatzierung, Gesamtwochen, AuszeichnungChartsChartplatzierungen (Jahr, Titel, Platzierungen, Wochen, Auszeichnungen, Anmerkungen) | Anmerkungen                             |
| Jahr | Titel               | US | Anmerkungen                             |
| ---- | ------------------- | --- | --------------------------------------- |
| 2004 | My Brother & Me     | US12 (17 Wo.)US | Erstveröffentlichung: 2. November 2004  |
| 2005 | U.S.A. Still United | US45 (19 Wo.)US | Erstveröffentlichung: 27. Dezember 2005 |

Weitere Kompilationen / Mixtapes
- 2008: The Official Work
- 2009: Legendary Status
- 2010: Gumbo Vol. 1
- 2010: Gumbo Vol. 2
- 2012: All Around The World

### Singles
| Jahr | Titel Album                                              | Höchstplatzierung, Gesamtwochen, AuszeichnungChartplatzierungen (Jahr, Titel, Album, Platzierungen, Wochen, Auszeichnungen, Anmerkungen) | Höchstplatzierung, Gesamtwochen, AuszeichnungChartplatzierungen (Jahr, Titel, Album, Platzierungen, Wochen, Auszeichnungen, Anmerkungen) | Höchstplatzierung, Gesamtwochen, AuszeichnungChartplatzierungen (Jahr, Titel, Album, Platzierungen, Wochen, Auszeichnungen, Anmerkungen) | Höchstplatzierung, Gesamtwochen, AuszeichnungChartplatzierungen (Jahr, Titel, Album, Platzierungen, Wochen, Auszeichnungen, Anmerkungen) | Höchstplatzierung, Gesamtwochen, AuszeichnungChartplatzierungen (Jahr, Titel, Album, Platzierungen, Wochen, Auszeichnungen, Anmerkungen) | Anmerkungen                                                                                 |
| Jahr | Titel Album                                              | DE | AT | CH | UK | US | Anmerkungen                                                                                 |
| ---- | -------------------------------------------------------- | --- | --- | --- | --- | --- | ------------------------------------------------------------------------------------------- |
| 2000 | Whistle While You Twurk Thug Walkin’                     | — | — | — | — | US74 (14 Wo.)US | Erstveröffentlichung: 12. März 2000                                                         |
| 2002 | Say I Yi Yi Alley: The Return of the Ying Yang Twins     | — | — | — | — | US56 Gold · (14 Wo.)US | Erstveröffentlichung: 22. Februar 2002                                                      |
| 2003 | Get Low Kings of Crunk                                   | DE11 (19 Wo.)DE | AT21 (16 Wo.)AT | CH44 (9 Wo.)CH | UK10 Gold · (8 Wo.)UK | US2 (45 Wo.)US | Erstveröffentlichung: 19. Februar 2003 Lil Jon & The East Side Boyz feat. Ying Yang Twins   |
| 2003 | Naggin’ Me & My Brother                                  | — | — | — | — | US87 (10 Wo.)US | Erstveröffentlichung: September 2003                                                        |
| 2003 | Salt Shaker Me & My Brother                              | DE87 (1 Wo.)DE | — | — | — | US9 (26 Wo.)US | Erstveröffentlichung: 27. Oktober 2003 feat. Lil Jon & The East Side Boyz                   |
| 2004 | Whats Happ’nin! Me & My Brother                          | — | — | — | — | US30 (20 Wo.)US | Erstveröffentlichung: April 2004 feat. Trick Daddy                                          |
| 2005 | Wait (The Whisper Song) U.S.A. (United State of Atlanta) | DE59 (9 Wo.)DE | — | — | UK47 (2 Wo.)UK | US15 (22 Wo.)US | Erstveröffentlichung: 1. März 2005                                                          |
| 2005 | Badd U.S.A. (United State of Atlanta)                    | — | — | — | — | US29 (19 Wo.)US | Erstveröffentlichung: 26. Juli 2005 feat. Mike Jones & Mr. Collipark                        |
| 2005 | Shake U.S.A. (United State of Atlanta)                   | — | — | — | UK49 (2 Wo.)UK | US41 (20 Wo.)US | Erstveröffentlichung: 23. August 2005 feat. Pitbull                                         |
| 2005 | Ms. New Booty The Charm                                  | — | — | — | — | US7 ×2Doppelplatin + Gold (Mastertone) · (24 Wo.)US                                                                                      | Erstveröffentlichung: 29. November 2005 Bubba Sparxxx feat. Mr. Collipark & Ying Yang Twins |
| 2006 | Dangerous Chemically Imbalanced                          | DE82 (6 Wo.)DE | — | — | — | US85 (1 Wo.)US | Erstveröffentlichung: 14. Oktober 2006 feat. Wyclef Jean                                    |

Weitere Singles
- 2000: Ying Yang in This Thang (feat. Hoodratz)
- 2002: By Myself
- 2004: Georgia Dome (Get Low Sequel)
- 2004: Halftime (Stand Up & Get Crunk!) (feat. Homebwoi)
- 2006: Bedroom Boom (feat. Avant)
- 2006: 1st Booty on Duty
- 2006: Jigglin’
- 2008: Drop
- 2012: Fist Pump, Jump Jump
- 2012: 2 Piece